# 贊氏鰍
贊氏鰍為輻鰭魚綱鯉形目鰍科的其中一種，被IUCN列為易危保育類動物，分布於歐洲義大利南部Volturno河流域，體長可達6公分，棲息在底層水域，生活習性不明。

## 扩展阅读
維基物種上的相關：贊氏鰍